# Diecéze silétská
Diecéze silétská je diecéze římskokatolické církve nacházející na severovýchodě Bangladéše.

## Území
Diecéze zahrnuje okresy Silét, Sunamganj, Habiganj a Maulvi Bazar.
Biskupským sídlem je město Silét a hlavní chrám kostel Božího milosrdenství se nachází v Lokhipuru.
Rozděluje se na 7 farností. K roku 2014 měla 17 231 věřících, 5 diecézních kněží, 11 řeholních kněží, 13 řeholníků a 33 řeholnic.

## Historie
Diecéze byla založena 8. července 2011 bulou Missionali Ecclesiae papeže Benedikta XVI. a to z části území arcidiecéze Dháka.

## Seznam biskupů
- Bejoy Nicephorus D'Cruze, O.M.I. (2011–2020)